# Tipula (Lunatipula) caudispina caudispina
Tipula (Lunatipula) caudispina caudispina is een ondersoort van de tweevleugelige Tipula (Lunatipula) caudispina uit de familie langpootmuggen (Tipulidae). De ondersoort komt voor in het Palearctisch gebied.